# 黛青塔娜
黛青塔娜（1983年8月29日—），為青海蒙古族歌手。出生於青海省海西州。畢業於中央民族大學。她為HAYA樂團的主唱。

## 发行专辑
- 《寂静的天空》  语言：普通话、蒙古语。